# Tony Hillerman
Pour les articles homonymes, voir Hillerman.
Œuvres principales
- Là où dansent les morts

Tony Hillerman, né le 27 mai 1925 à Sacred Heart, Oklahoma et mort le 26 octobre 2008 à Albuquerque, Nouveau-Mexique, est un auteur américain de romans policiers ethnologiques et d'essais. La plupart de ses romans se passent dans la région des « Four Corners », à la frontière du Nouveau-Mexique et de l'Arizona : les protagonistes en sont Joe Leaphorn et Jim Chee (en) de la police tribale Navajo.

## Biographie
Il est né à Sacred Heart, petit village du comté de Pottawatomie (Oklahoma), d'un père fermier et petit commerçant, August Alfred Hillerman, d'origine allemande, et de son épouse, Lucy Grove, d'ascendance anglaise.
Tony Hillerman est un ancien combattant décoré de la Seconde Guerre mondiale qui a travaillé comme journaliste de 1948 à 1962. Il réussit alors une maîtrise de journalisme qu'il enseigna de 1966 à 1987 à l'université du Nouveau-Mexique à Albuquerque.
Ses écrits sont appréciés pour la qualité des détails culturels qu'il utilise pour décrire ses personnages : les Hopis, les Navajos, les immigrants européens, aussi bien que les agents fédéraux. Ses travaux, romancés ou non, reflètent son goût profond pour les merveilles et les habitants du sud-ouest nord-américain et particulièrement pour les Navajos.
Tony Hillerman a reconnu s'être inspiré de l'écrivain australien Arthur Upfield pour introduire l'ethnologie dans un polar, ce qui n'enlève rien à la qualité de ses romans, dont les personnages paraissent bien plus actuels et travaillés que ceux de son prédécesseur : on retrouve régulièrement dans ses ouvrages, l'importance de la tradition orale et du chant, le silence à observer sur le nom des morts, la convoitise des Blancs pour les terres indiennes, le caractère sacré des montagnes, les "peintures" de sable…
Après sa mort, sa fille Anne Hillerman continue la série Joe Leaphorn, Jim Chee et Bernadette Manuelito. Sur huit titres parus, trois ont été traduits en français par Pierre Bondil, Spider Woman's Daughter (La Fille de Femme-Araignée, 2014), Rock with Wings (Le Rocher avec des ailes, 2015), The Tale Teller (La Longue Marche des Navajos, 2019).

## Œuvre

### Romans
Bien qu'indépendants, il est préférable de lire les ouvrages traitant de la police tribale Navajo dans l'ordre chronologique : le lecteur voit les personnages évoluer, vieillir. Le temps qui passe est un personnage à part entière dans ces romans. En voici l'ordre chronologique, tous traduits par Danièle et Pierre Bondil, à l'exception de Le Peuple de l'ombre et La Mouche sur le mur. Pierre Bondil a traduit seul Le Chagrin entre les fils.

#### TrilogieJoe Leaphorn
| Titre original                    | Titre français          | Éditions françaises                                                |
| --------------------------------- | ----------------------- | ------------------------------------------------------------------ |
| The Blessing Way, 1970            | La Voie de l'ennemi     | Rivages/Noir no 98, 1990                                           |
| The Dance Hall of the Death, 1973 | Là où dansent les morts | Rivages/noir no 6, 1986 - Grand prix de littérature policière 1987 |
| Listening Woman, 1978             | Femme qui écoute        | Rivages/noir no 61, 1988                                           |

#### TrilogieJim Chee
| Titre original           | Titre français                              | Éditions françaises                                                                                       |
| ------------------------ | ------------------------------------------- | --- |
| People of Darkness, 1980 | Le Peuple de l'ombre Le Peuple des ténèbres | Série Noire 1981 ; Folio 1992 ; Folio policier no 18, 1998 ; Rivages/noir no 506, 2004 ; Rivages/Thriller |
| The Dark Wind, 1982      | Le Vent sombre                              | Rivages/noir no 16, 1986                                                                                  |
| The Ghostway, 1984       | La Voie du fantôme                          | Rivages/noir no 35, 1987                                                                                  |

Les trois romans sont réédités en un volume sous le titre La Trilogie Jim Chee en novembre 2022.

#### Série desEnquêtes de Leaphorn et Chee
| Titre original          | Titre français            | Éditions françaises                              |
| ----------------------- | ------------------------- | ------------------------------------------------ |
| Skinwalkers, 1986       | Porteurs-de-peau          | Rivages/Thriller 1989 Rivages/noir no 96, 1990   |
| A Thief of Time, 1988   | Le Voleur de temps        | Rivages/Thriller, 1989 Rivages/noir no 110, 1991 |
| Talking God, 1989       | Dieu-qui-parle            | Rivages/Thriller 1990 Rivages/noir no 122, 1991  |
| Coyote Waits, 1990      | Coyote attend             | Rivages/Thriller 1991 Rivages/noir no 134, 1992  |
| Sacred Clowns, 1993     | Les Clowns sacrés         | Rivages/Thriller 1994 Rivages/noir no 244, 1996  |
| The Fallen Man, 1996    | Un homme est tombé        | Rivages/Thriller 1998 Rivages/noir no 350 2000   |
| The First Eagle, 1998   | Le Premier Aigle          | Rivages/Thriller 1999 Rivages/noir no 404, 2001  |
| Hunting Badger, 1999    | Blaireau se cache         | Rivages/Thriller 2000 Rivages/noir no 442, 2002  |
| The Wailing Wind, 2002  | Le Vent qui gémit         | Rivages/Thriller 2004 Rivages/noir no 600, 2006  |
| The Sinister Pig, 2003  | Le Cochon sinistre        | Rivages/Thriller 2004 Rivages/noir no 651, 2007  |
| The Skeleton Man, 2004  | L'Homme squelette         | Rivages/Thriller 2006 Rivages/noir no 679, 2008  |
| The Shape Shifter, 2006 | Le Chagrin entre les fils | Rivages/Thriller 2007 Rivages/noir no 713, 2008  |

#### Autres romans
| Titre original            | Titre français       | Éditions françaises                             |
| ------------------------- | -------------------- | ----------------------------------------------- |
| The Fly on The Wall, 1971 | La Mouche sur le mur | Rivages/noir no 113, 1991                       |
| Finding Moon, 1995        | Moon                 | Rivages/Thriller 1996 Rivages/noir no 292, 1998 |

### Nouvelles
| Titre original                                                     | Titre français                                | Éditions françaises       |
| ------------------------------------------------------------------ | --------------------------------------------- | ------------------------- |
| The Great Taos Bank Robbery and Other Indian Country Affairs, 1973 | Le Grand Vol de la banque de Taos (nouvelles) | Rivages/noir no 145, 1993 |

Le recueil Le Grand Vol de la banque de Taos (traduit par Danièle et Pierre Bondil) se compose de nouvelles et essais sur l'histoire de la région de Santa-Fé, dont Le Cœur même de notre pays (id.), Las Trampas, Le Don Quichotte du comté de Rio Arriba. Ce dernier traite d'un aspect local du Chicano Movement, l'Alianza Federal de Mercedes de Reies Lopez Tijerina (en) (1926-2015).
Parmi ces nouvelles, Les Oiseaux messagers, traduit par Danièle et Pierre Bondil, est paru séparément dans Polar : revue trimestrielle n° 1, octobre 1990, p. 60-62.  (ISBN 2-86930-406-4).

### Conte jeunesse
| Titre original                   | Titre français                             | Éditions françaises                                |
| -------------------------------- | ------------------------------------------ | -------------------------------------------------- |
| The Boy Who Made Dragonfly, 1972 | Le Garçon qui inventa la libellule (conte) | Rivages / hors collection 1991 Syros Jeunesse 2001 |

### Tourisme et photographie
| Titre original                                                       | Titre français    | Éditions françaises            |
| -------------------------------------------------------------------- | ----------------- | ------------------------------ |
| Hillerman Country, 1991 Photographies de Barney Hillerman, son frère | Hillerman Country | Rivages / hors collection 1992 |

### Autobiographie
| Titre original            | Titre français                               | Éditions françaises                                |
| ------------------------- | -------------------------------------------- | -------------------------------------------------- |
| Seldom Disappointed, 2001 | Rares furent les déceptions (autobiographie) | Rivages/Écrits Noirs 2003 Rivages/noir 2006 no 605 |

## Adaptations

### Au cinéma
- 1991 : Le Vent sombre (The Dark Wind), film américain réalisé par Errol Morris et produit par Robert Redford, avec Lou Diamond Phillips, dans le rôle de Jim Chee, Fred Ward et Gary Farmer. Le très exigeant Tony Hillerman renia le film. On y retrouve cependant ce qui fait le sel de la série.

### À la télévision
Les trois téléfilms produits par Robert Redford pour la chaîne de télévision américaine PBS et diffusés dans le cadre de la série Mystery! (en) ne sont pas encore disponibles en français. Adam Beach y joue le sergent Jim Chee et Wes Studi incarne Joe Leaphorn.
- 2002 : Skinwalkers (en), téléfilm américain réalisé par Chris Eyre
- 2003 : Coyote Waits, téléfilm américain réalisé par Jan Egleson
- 2004 : Thief of Time, téléfilm américain réalisé par Chris Eyre

En 2022 commence une mini-série, toujours produite par Robert Redford.
- 2022 : Dark Winds, une mini-série sur AMC avec Zahn McClarnon dans le rôle de Joe Leaphorn et Kiowa Gordon dans le rôle de Jim Chee. Deux saisons de chacune 6 épisodes.

### En bande dessinée
- Dieu-qui-parle, extrait en bande dessinée d'après le roman de Tony Hillerman. Adaptation Pierre Le Gall, dessin Nicolas Barral, couleurs Alain Cianci, dans Je bouquine n° 182, avril 1999, p. 73-84. Suivi d'un dossier littéraire sur Tony Hillerman par Leigh Sauerwein, p. 85-89.

## Prix et distinctions

### Prix
- Prix Edgar-Allan-Poe du meilleur roman 1974 pour Dance Hall of the Dead[2]
- Grand prix de littérature policière 1987 pour Là où dansent les morts (Dance Hall of the Dead)[3]
- Prix Anthony 1988 du meilleur roman pour Skinwalkers[4]
- Prix Macavity 1989 du meilleur roman pour A Thief of Time[5]
- Prix Nero 1991 pour Coyote Waits
- Grand Master Award 1991[2]

### Nominations
- Prix Edgar-Allan-Poe 1971 du meilleur premier roman pour The Blessing Way[2]
- Prix Edgar-Allan-Poe 1972 du meilleur roman pour The Fly on the Wall[2]
- Prix Edgar-Allan-Poe 1979 du meilleur roman pour Listening Woman[2]
- Prix Macavity 1987 du meilleur roman pour Skinwalkers[5]
- Prix Edgar-Allan-Poe 1989 du meilleur roman pour A Thief of Time[2]
- Prix Anthony 1989 du meilleur roman pour A Thief of Time[4]
- Prix Edgar-Allan-Poe 1992 de la meilleure biographie critique pour Talking Mysteries: A Conversation With Tony Hillerman[2]
- Prix Anthony 1994 du meilleur roman pour Sacred Clowns[4]